# Rudolf Vido
Rudolf Vido (20. července 1929 Svätý Jur – 14. listopadu 2005 tamtéž) byl slovenský pedagog, fotbalový útočník a stolní tenista.
Absolvoval učitelskou akademii v Bratislavě. Ve svém rodišti byl známým fotbalistou, jedním ze zakladatelů klubu stolních tenistů (17. dubna 1947) a dlouholetým učitelem tělocviku. Po skončení hráčské kariéry se stal trenérem a rozhodčím. Na jeho počest je pořádán „Memoriál učiteľa Rudolfa Vidu“.

## Hráčská kariéra
V československé lize hrál za Duklu/Duklu ČSSZ Prešov (dobové názvy Tatranu), vstřelil osmnáct prvoligových branek.

### Prvoligová bilance
| Ročník         | Zápasy | Góly | Minuty | Klub              |
| -------------- | ------ | ---- | ------ | ----------------- |
| I. liga 1950   | –      | 0    | –      | Dukla Prešov      |
| I. liga 1951   | –      | 12   | –      | Dukla ČSSZ Prešov |
| I. liga 1952   | –      | 6    | –      | Dukla ČSSZ Prešov |
| CELKEM I. LIGA | –      | 18   | –      |                   |